# 赤坂バイパス
赤坂バイパス（あかさかバイパス）は、日本の国道2号のうち、かつてバイパス道路として二次改築が行われた広島県福山市瀬戸町大字山北から同市神村町へ至る延長 4.2 km の区間である。

## 概要
地域高規格道路としては国道2号松永道路の一部（福山市神村町 - 同市今津町、延長 2.5 km）と合わせて地域高規格道路倉敷福山道路の一部に指定されている。また、都市計画道路としては国道2号松永道路の一部（福山市神村町 - 同市今津町）と合わせて備後圏都市計画道路3・3・601号瀬戸本郷線（福山市瀬戸町大字山北 - 同市今津町、延長 6.28 km 、幅員 25 m ）に指定されている。

### 路線データ
- 起点 : 広島県福山市瀬戸町大字山北
- 終点 : 広島県福山市神村町（国道2号松永道路と接続）
- 延長 : 4.2 km [2]
- 規格 : 第3種第1級[2]
- 設計速度 : 80 km/h[3]
- 道路幅員
  - 土工部 : 19.0 m
  - トンネル部 : 16.0m
- 車線幅員 : 3.5m
- 車線数 : 4車線（暫定2車線）[2]
- 最高速度 : 60 km/h

## 歴史
1998年（平成10年）に暫定2車線（赤坂バイパス東口交差点 - 早戸ランプ交差点は完成4車線）で開通。開通後は本区間に並行していた、かつての現道は広島県に移管され、広島県道54号福山尾道線となった。

### 年表
- 1975年（昭和50年）
  - 2月18日 : 広島県告示第142号により備後圏都市計画道路3・3・601号瀬戸本郷線の一部に指定[1]。
- 1982年（昭和57年）
  - 5月25日 : 都市計画決定[2]。
- 1983年（昭和58年）
  - 4月 : 事業化
- 1986年（昭和61年）
  - この年、用地着手
- 1988年（昭和63年）
  - この年、工事着手
- 1998年（平成10年）
  - 3月14日 : 供用開始[2][5]。
- 2001年（平成13年）
  - 3月29日 : 広島県告示第367号により備後圏都市計画道路3・3・601号瀬戸本郷線の都市計画変更を実施[1][注釈 1]。

## 路線状況
本区間開通前の国道2号は、JR山陽本線備後赤坂駅前交差点を中心に激しい渋滞を引き起こしていた。開通後は交通分散が図られ、大型車の減少等、旧国道（広島県道54号福山尾道線）は交通量が約6割減少した。

### 道路施設
- 赤坂トンネル
  - 延長 315 m 、幅員 7.0 m 、1996年完成。将来は下り線用となる見通し。
- 神村一区トンネル
- 神村竜王トンネル
  - 延長 577 m、幅員 7.0 m、1998年完成。将来は下り線用となる見通し。

## 地理

### 通過する市町村
- 広島県
  - 福山市
    - 通過地 : 瀬戸町大字山北 - 赤坂町大字早戸 - 赤坂町大字赤坂 - 神村町

### 交差する道路
- 上側が起点側、下側が終点側。
- 交差施設名欄の背景色が■である部分は施設が供用されていない、または完成していないことを示す。
- 路線名の特記がないものは市道。

| 交差施設名                         | 接続路線名                                    | 大阪から (km) | 所在地 | 所在地 | 所在地   | 備考           |
| ---------------------------------- | --------------------------------------------- | ------------- | ------ | ------ | -------- | -------------- |
| 国道2号 岡山・笠岡方面             |                                               |               |        |        |          |                |
| 赤坂バイパス東口                   | 広島県道54号福山尾道線                        | 235.9-1       | 福山市 | 瀬戸町 | 大字山北 | キロポスト補正 |
| 早戸ランプ                         |                                               | 235.9-6 236.0 | 福山市 | 赤坂町 | 大字早戸 | キロポスト補正 |
| 赤坂IC（仮称）                     | 国道2号福山道路（計画）                       |               | 福山市 | 赤坂町 | 大字早戸 |                |
| 赤坂ランプ                         |                                               | 237.0         | 福山市 | 赤坂町 | 大字赤坂 |                |
| 神村東ランプ                       |                                               | 238.0         | 福山市 | 神村町 | -        |                |
| 神村西ランプ                       |                                               | 239.0         | 福山市 | 神村町 | -        |                |
| 神村ランプ                         | 国道2号 広島・尾道方面 広島県道54号福山尾道線 | 239.4         | 福山市 | 神村町 | -        |                |
| 国道2号（松永道路） 広島・尾道方面 |                                               |               |        |        |          |                |

- 赤坂バイパスは広島県道54号福山尾道線（旧国道2号）よりも距離が600m長いため、キロポストは赤坂バイパス東口から100m岡山・笠岡方面の地点にある235.9KPと早戸ランプの236.0KPの間で600mの補正が行われており、その間は235.9-1KP（赤坂バイパス東口） - 235.9-5KP（早戸ランプから100m岡山・笠岡方面の地点）のように表示される。

### 交通量
2005年度（平成17年度道路交通センサスより） 
平日24時間交通量（台）
- 福山市赤坂町赤坂 : 33,126